# Piperazin
Piperazin je organsko jedinjenje koje se sastoji od šestočlanog prsten. On sadrži dva atoma azota na suprotnim stranama prstena. Piperazin se javlja u obliku malih alkalni higroskopnih kristala sa slanim ukusom. 
Piperazini su široka klasa hemijskih jedinjenja, mnoga od kojih imaju važne farmakološke osobine.

## Hemija
Piperazin je dobro rastvoran u vodi i etilen glikolu, a nerastvoran je u dietil etru. On je slaba baza sa  vrednošću od 4.19; pH 10% vodenog rastvora je 10.8-11.8. Piperazin lako apsorbuje vodu i ugljen-dioksid iz vazduha. Mada se mnogi derivati piperazina prirodno javljaju, sam piperazin se može sintetisati reakcijom alkoholnog amonijaka sa 1,2-dihloroetanom, dejstvom natrijuma i etilen glikola na etilen diamin hidrohlorid, ili redukcijom pirazina sa natrijumom u etanolu.

## Spoljašnje veze
- Piperazin citrat